# Heinrich I. von Ostheeren
Heinrich I. von Ostheeren war von 1261 bis 1277 Bischof von Brandenburg. Er gehörte dem Prämonstratenserorden an. Er war der erste Bischof von Brandenburg, der den Namen Heinrich trug.

## Leben
Vor seiner Wahl zum Bischof von Brandenburg war Heinrich Domherr von Brandenburg und Pfarrer zu Berge. Das Brandenburger Kapitel wählte ihn 1261 zum Bischof von Brandenburg, wohingegen das Leitzkauer Konvent Albert von Arnstein zum neuen Bischof wählte. Es kam zu einem Prozess an der Kurie, der 1263 mit dem Verzicht des Leitzkauer Konvents endete. Papst Urban IV. beauftragte am 25. Februar 1263 den früheren Bischof von Regensburg Albert, sich nach Brandenburg zu begeben und die Wahl von Heinrich I. zu bestätigen. Am 31. Oktober 1263 erhielt Heinrich I. die Bestätigung als Bischof von Brandenburg. Sein genauer Todeszeitpunkt ist nicht bekannt. Die letzte urkundliche Erwähnung ist auf den 13. Januar 1277 datiert.

## Siegel
Er führte ein spitzovales Siegel. Im Siegelfeld befand sich der stehende Bischof. In der rechten Hand hält der Bischof einen Kreuzstab und in der linken Hand den Krummstab. Die Umschrift lautet: † HENRICVS DEI GRA BRANDEBVRGEN EPC.

## Quelle
- Personendatenbank zur Germania Sacra, abgerufen am 30. Juni 2017.
- Germania-sacra, abgerufen am 30. Juni 2017.